# Relíquies (Star Trek: La nova generació)
"Relíquies" (títol original en anglès "Relics") és el quart episodi de la sisena temporada de la sèrie de televisió de ciència-ficció estatunidenca Star Trek: La nova generació, i el 130è de tota la sèrie. Es va emetre originalment el 12 de d'octubre de 1992 en redifusió als Estats Units. L'episodi va ser escrit per Ronald D. Moore i dirigit per Alexander Singer.
Ambientada al segle XXIV, la sèrie segueix les aventures de la tripulació de la nau de la Flota Estel·lar de la Federació Enterprise-D sota el comandament del capità Jean-Luc Picard. En aquest episodi, mentre investiga les restes d'una nau de transport de la Federació de fa 75 anys, la tripulació de l' "Enterprise" descobreix Montgomery Scott (James Doohan), l'antic enginyer en cap de l'"Enterprise" del capità James T. Kirk, viu en un buffer de transportadors.
Aquest episodi presenta una representació de ciència-ficció del concepte d'esfera de Dyson del món real, que va ser proposat per Freeman J. Dyson el 1959.

## Argument
La nau estel·lar Enterprise, responent a una trucada de socors, descobreix una esfera de Dyson propera. Rastregen la crida de socors fins a l'USS Jenolan, una nau de transport de la Federació que ha estat desapareguda durant 75 anys, que troben estavellada a la closca exterior de l'esfera. El comandant William Riker, l'enginyer en cap Geordi La Forge i el tinent Worf es desplacen al Jenolan mentre l'Enterprise investiga l'esfera. La Forge descobreix que el transportador del Jenolan ha estat manipulat per mantenir dos senyals de vida dins del seu buffer de patrons indefinidament, tot i que un s'ha degradat massa per ser recuperat. La Forge inverteix el procés i restaura el senyal restant, que resulta ser l'exoficial de la Flota Estel·lar, el capità Montgomery Scott.
De tornada a bord de l'"Enterprise", Scott explica que només era un passatger a bord del "Jenolan" durant la seva jubilació, però quan la nau va quedar atrapada al camp gravitatori de l'esfera de Dyson, només ell i un altre oficial van sobreviure a l'accident, i Scott havia manipulat el transportador per intentar mantenir-los "vius" fins que pogués arribar una nau de rescat. Després de ser autoritzat per la Dra. Beverly Crusher, Scott està impacient per veure la tecnologia moderna de la nau, però ràpidament descobreix que els seus antics coneixements han estat superats fa temps i que els seus esforços per ajudar estan interferint amb les operacions normals.
Després de rebre l'ordre de deixar Enginyeria per La Forge, Scott es dirigeix a Ten Forward i es consterna en saber que ja no se serveix alcohol de veritat a les naus de la Flota Estel·lar, substituït per "sintehol", que Scott es nega a beure. El tinent comandant Data li ofereix una potent beguda verda desconeguda del magatzem privat de Guinan, que ell porta a una de les holocobertes de lEnterprise per recrear el pont de la seva antiga Enterprise. El capità Jean-Luc Picard s'uneix a Scott per animar-lo després de sentir parlar de les seves dificultats per adaptar-se al segle XXIV, cosa que fa que Scott es declari una relíquia del passat. Picard revela que la beguda verda és whisky Aldebaran que va proporcionar a Guinan, i els dos comparteixen històries sobre les seves carreres.
L'endemà, a suggeriment de Picard, La Forge demana ajuda a Scott per recuperar dades d'enquestes dels sistemes del Jenolan, utilitzant el seu coneixement de la tecnologia de la Flota Estel·lar d'època. Mentrestant, l'Enterprise descobreix un port al costat de l'esfera de Dyson, però quan intenten comunicar-se amb els sistemes, la nau és arrossegada a l'esfera de Dyson per controls automatitzats, desactivant temporalment els seus sistemes. Tot i que aconsegueixen recuperar el control abans que la nau xoqui amb l'estrella dins l'esfera, descobreixen que l'estrella és inestable i emet grans quantitats de radiació que seran letals per a la tripulació, i suposen que l'esfera va ser abandonada pels seus creadors durant molt de temps a causa d'això. L'"Enterprise" s'adona ràpidament que l'única sortida de l'interior de l'esfera és el port que van utilitzar, però no poden esbrinar com obrir-lo des del seu costat. Quan La Forge intenta contactar amb l'"Enterprise", descobreix que ha desaparegut i treballa amb Scott per fer que el "Jenolan" sigui apte per al vol. Descobreixen el mateix port que va trobar l'"Enterprise" i suposen que l'"Enterprise" està atrapada a dins. La Forge i Scott aconsegueixen obrir el port sense ser arrossegats i després encaixen el "Jenolan" al port obert, utilitzant els seus escuts per mantenir-lo obert mentre l'"Enterprise" escapa, rescatant els dos enginyers del "Jenolan" just abans de destruir-lo amb torpedes fotònics. Mentre l'"Enterprise" torna a la seva missió, la tripulació de la nau dóna a Scott una llançadora "en préstec prorrogat" per continuar cap a la seva jubilació o explorar la galàxia. Scott agraeix a la tripulació i recorda a La Forge que aprofiti al màxim el seu temps com a enginyer en cap de l'"Enterprise" abans de marxar.

## Repartiment i doblatge al català
La sèrie va ser doblada al català pels estudis Tramontana (primera part) i Soundtrack (segona part) i emesa a TV3 l’any 1991. Els dobladors de l'episodi foren:
| Personatge           | Actor/actriu    | Veu en català      |
| -------------------- | --------------- | ------------------ |
| Jean-Luc Picard      | Patrick Stewart | Joan Crosas        |
| William Riker        | Jonathan Frakes | Antoni Forteza     |
| Data                 | Brent Spinner   | Joaquim Sota       |
| Geordi La Forge      | LeVar Burton    | Aleix Estadella    |
| Worf                 | Michael Dorn    | Enric Arquimbau    |
| Beverly Crusher      | Gates McFadden  | Aurora Garcia      |
| Deanna Troi          | Marina Sirtis   | Alicia Laorden     |
| Montgomery Scott     | James Doohan    | Jordi Vilaseca     |
| Alferes Sariel Rager | Lanei Chapman   | Maria Josep Guasch |
| Alferes Kane         | Erick Weiss     | Francesc Figuerola |
| Tinent Bartel        | Stacie Foster   | Gemma Ibàñez       |

## Producció
La idea d'una història sobre una persona atrapada en un buffer de transport durant diverses dècades va ser proposada per primera vegada per l'escriptor independent Michael Rupert, però inicialment va ser rebutjada per l'equip de producció. Ronald D. Moore va reprendre la idea i Michael Piller va suggerir que aquesta podria ser una manera de recuperar un personatge de la sèrie original "Star Trek". El Dr. McCoy i Spock ja havien aparegut en episodis anteriors de "Star Trek: La nova generació". Dels altres cinc personatges principals de la sèrie original, Scott semblava la millor elecció perquè, juntament amb Kirk, era el personatge més ben desenvolupat, i seria un episodi amb molta tecnologia, per al qual ell i les seves habilitats d'enginyeria eren els més adequats. La idea de l'esfera de Dyson també s'havia discutit entre l'equip de guionistes durant un temps, però no va ser fins a la producció de "L'Enterprise del passat" que va sorgir l'oportunitat d'incorporar l'esfera a una història.
La primera imatge, quan es mostra la recreació de la holocuberta de Scotty de la seva "Enterprise", es va prendre de l'episodi de la sèrie original "A aquest costat del Paradís", compost en aquest episodi mitjançant pantalla blava. La part del pont on Scotty i Picard tenen la conversa es va construir de nou; la cadira de comandament i la consola de timó van ser proporcionades per un fan, Steve Horch, que originalment les va construir per al seu ús a les convencions de Star Trek.
Les imatges exteriors de la nau espacial USS Jenolan eren d'un model modificat d'una llançadora que havia aparegut a la pel·lícula cinematogràfica Star Trek VI: The Undiscovered Country el 1991. Aquest model va ser fet per Industrial Light & Magic, i aquesta llançadora va ser la base de la llançadora espacial runabout que apareix a Star Trek: Deep Space Nine (emesa entre 1993 i 1999).
El "whisky Aldebaran" utilitzat en aquest episodi es va fer amb la beguda real Hi-C Ecto Cooler, que es va produir per promocionar The Real Ghostbusters.

## Recepció
En una entrevista del 2003, Freeman J. Dyson, que no es va prendre seriosament el seu experiment mental de l' "esfera de Dyson", va declarar que, després de veure l'episodi, va descobrir que la ciència darrere de la història era "una ximpleria", però des de la perspectiva d'un espectador de televisió, en general li va agradar.
Keith DeCandido va qualificar l'episodi a "tor.com" el 2012 com un molt bon episodi de "Star Trek: La nova generació". Va trobar que l'aparició d'en Scotty aquí estava molt millor gestionada que la de Spock a "Unificació". Li va agradar la representació dels problemes de Scotty per adaptar-se als nous temps i com ell i La Forge van aprenent gradualment a apropar-se. DeCandido va considerar l'escena a la holocobierta com el punt culminant de l'episodi. També va considerar perdonable que l'interessant concepte de l'esfera de Dyson no s'explorés amb més detall, atesa la reeixida història de Scotty i els moments nostàlgics.
El 2016, coincidint amb el 50è aniversari de el primer episodi de la franquícia Star Trek, "Relics" va rebre un gran reconeixement dins del cos de 725 episodis, al llarg de 30 temporades, de les sis sèries de televisió emeses aleshores de la franquícia, The Hollywood Reporter el va classificar com el 62è millor episodi de televisió de Star Trek dels primers 50 anys, impressionats pel que van anomenar un "gran guió" de Ronald D. Moore, recolzat per les bones actuacions dels actors James Doohan i Levar Burton. Al mateix temps, i incloent-hi també les 13 pel·lícules emeses aleshores a la història de la franquícia, Radio Times va qualificar l'escena de Scotty a la recreació holocoberta de l'USS Enterprise (NCC-1701) (com diu Scotty, "no hi ha cap A, B, C o D") com la 18a millor escena de tot Star Trek, amb Doohan "interpretant commovedorament Scotty com un home que temia haver sobreviscut a la seva utilitat".
El 2017, Variety el va classificar com el 14è millor episodi de Star Trek: La nova generació.
El 2019, The Hollywood Reporter el va incloure entre els 25 millors episodis de Star Trek: La nova generació.
El 2019, Den of Geek va classificar aquesta com la quarta millor obra de moralitat dins del conjunt de 744 d'episodis (a partir de l'episodi The Escape Artist de la primera temporada de "Star Trek: Short Treks), durant 32 temporades, de les vuit sèries de televisió emeses aleshores de la franquícia.
En una entrevista del 2022, J. D. Payne i Patrick McKay van revelar que la misteriosa subtrama de "Relíquies" que envoltava Scotty va inspirar la història que havien concebut per a la quarta pel·lícula no produïda de la sèrie de pel·lícules reinventades de Star Trek per J.J. Abrams.

## Llançaments
L'episodi es va publicar com a part de la caixa de la sisena temporada de Star Trek: La Nova Generació DVD als Estats Units el 3 de desembre de 2002.  Un altre llançament en DVD va arribar com a part de The Best of Star Trek: The Next Generation – Volume 2 el 17 de novembre de 2009 als Estats Units, amb "Mosaic", "Causa i efecte" i "La llum interior".
Es va publicar una versió remasteritzada en HD en disc òptic Blu-ray el 24 de juny de 2014.

## Novel·lització
A la novel·lització de l'episodi per part de l'autor Michael Jan Friedman, amplia l'escena de la holocoberta, recreant la tripulació del pont de "La sèrie original" des del seu apogeu juvenil, que originalment estava al guió de l'episodi però es va tallar de la producció final perquè hauria estat massa car de filmar. També afegeix una mica de rerefons al viatge de Scotty a la nau de transport, inclosa la interacció entre Scotty i Franklin, el membre de la tripulació que també està atrapat al transportador abans de l'accident a l'esfera Dyson. També afegeix una subtrama on un equip visitant es teletransporta a la superfície interior originalment "habitable" de l'esfera de Dyson.
A l'adaptació de l'audiollibre, també de Friedman, l'escena a la holocoberta es produeix com a l'episodi de televisió i al pont original de l'"Enterprise" la tripulació no apareix.
La novel·lització d'aquest episodi va ser publicada per Pocket Books; va ser una de les cinc novel·lacions que es van fer dels episodis de La nova generació, juntament amb "Trobada a Farpoint", "Unificació", "Atac", i "Totes les coses bones... ".

### Continuació
- La novel·la sobre Star Trek: La nova generació Dyson Sphere de George Zebrowski i Charles R. Pellegrino es va publicar l'abril de 1999. És una continuació de l'episodi.

### Obres citades
- Ayers, Jeff. Voyages of Imagination.  New York: Pocket Books, 2006. ISBN 978-1-41650349-1.